# Кристал (спортивно-туристичний клуб)

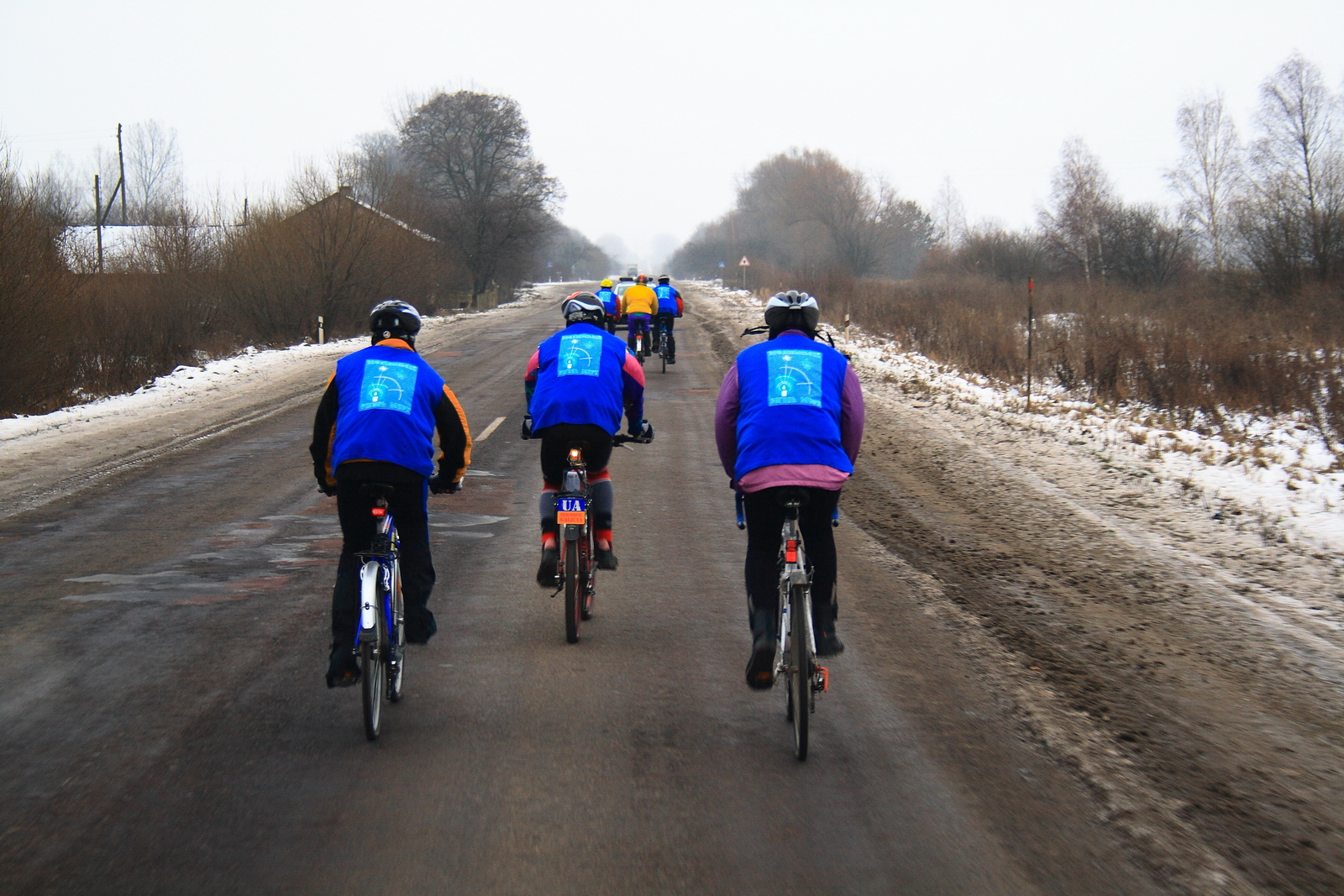
Вифлеємський Вогонь Миру 2007—2008

«Кристал» — спортивно-туристичний клуб. Заснований 1998 року в м. Тернополі як молодіжна громадська організація.
Основне завдання — розвиток і популяризація серед молоді спортивного туризму: пішохідного, водного, спелеологічного, лижного, велосипедного, гірського, пропаганда здорового способу життя; популяризація і дослідження культурно-історичної спадщини краю.
«Кристал» співпрацює з молодіжними організаціями «Пласт», СУМ, «Спадщина»; проводить семінари, вишколи, спортивно-тренувальні мандрівки, змагання; організовує сплави річками (2000, Південний Буг, 680 км; 2001, Дністер, бл. 1000 км, 14 днів; 2003, Прут-Яремчинський водоспад; Урсул, Катунь (Алтай, РФ, понад 300 км); експедиції в печери «Оптимістична» і «Славка» (2001), «Млинки» (2002); веломандрівки Україною (2001, 1500 км), до Польщі (2002, 650 км, зі сходженням на вершини у горах Татри і Пеніни); сходження на г. Ельбрус (2004); піші мандрівки в Карпати.
Учасник чемпіонатів України з техніки водного туризму, щорічно проводить супермарафон «100 км за 24 год.».
Керівник «Кристалу» — Борис Гора.
У грудні 2007 року «Кристал» разом із пластунами брали участь у акції передачі Вифлеємського Вогню Миру.